# ボルドー＝メリニャック空軍基地
ボルドー＝メリニャック第106空軍基地（フランス語：Base aérienne 106 Bordeaux-Mérignac）は、フランス共和国アキテーヌ地域圏ジロンド県ボルドーおよびメリニャックに所在するフランス空軍の飛行場で民間と共用する空港でもある。

## 歴史
1920年代に軍民共用の飛行場として建設された。エールフランスがヨーロッパや北アフリカなどへ就航した。フランス空軍は訓練センターと爆撃機の基地として使用した。
第二次世界大戦中はナチス・ドイツ空軍が大西洋哨戒センターとして使用し、ドイツ軍部隊は大西洋上にてイギリス空軍やアメリカ陸軍航空軍と交戦している。フォッケウルフ Fw 200爆撃機が大西洋上の連合国軍輸送船団求めて哨戒し、ユンカース Ju 88長距離戦闘機はドイツ潜水艦と爆撃機護衛に就いて連合国軍の対潜機と戦っている。
1943年にイギリス空軍とアメリカ陸軍航空軍は基地を攻撃した。戦後はエールフランスの商業利用が再開され、再建されたフランス空軍は施設を運用するために帰還している。
1951年にボルドー基地は北大西洋条約機構の基地として使用するためアメリカ合衆国空軍が駐留することになる。ジェット機運用が可能な近代化工事は8月1日から開始された。まだ戦時中の名残は多く、空襲の結果破壊された格納庫などは多くが放置されたままであり投下された爆弾をはじめとして軍需品が散乱しそれらの警告標識が残されていた。アメリカ軍は陸軍の第469工兵航空大隊を派遣し新滑走路の工事を実施した。
1951年12月7日、第126爆撃航空団（軽）がボルドー基地としては初めてとなるアメリカ空軍部隊が到着する。同航空団は第二次世界大戦中はダグラス A-26攻撃機を装備していた。朝鮮戦争のため1951年4月1日に動員されたイリノイ州の空軍州兵であった。部隊はまず戦術航空軍団隷下としてラングレー空軍基地に配置された。11月に在欧米空軍第12空軍の隷下に編入される。1953年1月1日に現役解除されてイリノイ州に戻る。第7413基地業務群が編成されリビアのウイーラス空軍基地の支援任務に就く。1958年10月1日、在欧米空軍の人員および経費削減により部隊の廃止が決まる。実施部隊の撤退後も施設は維持されたが、1961年にフランスへ返還された。
1978年から1992年まで第11航空団第4戦闘飛行隊が基地に配置されていた。
ボルドー基地は2007年以降、航空戦力支援集団(CSFA)に密接に結びついており、情報、技術、兵站および国外任務に出動するフランス空軍部隊の支援に従事している。この際にいくつかの建物が建設され、約2,700人が働いている。

## 配置部隊
第2混成輸送飛行隊はソカタ TBM-700多目的機とAS555汎用ヘリコプターを装備し、南部航空管区内の司令部関連の輸送を管理する。
- 第40航空団第2混成輸送飛行隊「メドック」